# Список населённых пунктов Нидерландов, имеющих права города

В данном списке приведены населённые пункты, получившие статус города в Нидерландах.
Вплоть до середины XIX века статус города имел особое правовое значение. Но с момента изменения Конституции в 1848 году «муниципальный статус» (нидерл. plaats) в правовом смысле перестал отличаться от статуса общины (gemeente). Некоторые города так и остались в своём развитии «малыми городами», некоторые были упразднены или объединены с более крупными городами. Впоследствии новые общины зачастую получали и новые названия. После изменения Конституции в 1848 году и муниципального закона в 1851 году предоставление городских прав не имеет никакого смысла, так как все населённые пункты имеют одинаковый статус и права.

## Города
По состоянию на 2020-е годы существует 89 поселений, получивших городской статус:
| название             | провинция          | статус                   | название          | провинция          | статус          |
| -------------------- | ------------------ | ------------------------ | ----------------- | ------------------ | --------------- |
| Ставерен             | Фрисландия         | с 1058—1068 годов        | Горинхем          | Южная Голландия    | с 1322 года     |
| Утрехт               | Утрехт             | с 1122 года              | Энсхеде           | Оверэйссел         | с 1325 года     |
| Девентер             | Оверэйссел         | с 1123 года              | Отмарсюм          | Оверэйссел         | с 1325 года     |
| Арденбург            | Зеландия           | с 1127 года              | Аппингедам        | Гронинген          | с 1327 года     |
| Вессем               | Лимбург            | между 1150 и 1329 годами | Стэвейк           | Оверэйссел         | с 1327 года     |
| Хюлст                | Зеландия           | с 1180 года              | Маасбоммель       | Гелдерланд         | с 1328 года     |
| Бирвлит              | Зеландия           | с 1183 года              | Монтфорт          | Утрехт             | с 1239 года     |
| Хертогенбос          | Северный Брабант   | с 1184 года              | Эйсселстейн       | Утрехт             | с 1331 года     |
| Зютфен               | Гелдерланд         | с 1190 года              | Вилсюм            | Оверэйссел         | с 1331 года     |
| Бреда                | Северный Брабант   | между 1198—1212 годами   | Графорст          | Оверэйссел         | с 1333 года     |
| Маастрихт            | Лимбург            | около 1204 года          | Вианен            | Утрехт             | с 1336 года     |
| Берген-оп-Зом        | Северный Брабант   | около 1212 года          | Роттердам         | Южная Голландия    | с 1340 года     |
| Аксел                | Зеландия           | с 1213 года              | Эхт               | Лимбург            | с 1343 года     |
| Гертрёйденберг       | Северный Брабант   | с 1213 года              | Венло             | Лимбург            | с 1343 года     |
| Мидделбург           | Зеландия           | с 1217 года              | Батенбюрг         | Гелдерланд         | с 1349 года     |
| Дордрехт             | Южная Голландия    | с 1220 года              | Барн              | Утрехт             | около 1350 года |
| Домбург              | Зеландия           | с 1123 года              | Эмнес             | Утрехт             | с 1352 года     |
| Весткапелле          | Зеландия           | с 1123 года              | Волленове         | Оверэйссел         | с 1354 года     |
| Хинделопен           | Фрисландия         | с 1225 года              | Берликюм          | Фрисландия         | с 1355 года     |
| Гронинген            | Гронинген          | с 1227 года              | Энкхёйзен         | Северная Голландия | с 1355 года     |
| Неймеген             | Гелдерланд         | с 1230 года              | Монниккендам      | Северная Голландия | с 1355 года     |
| Ойстервейк           | Северный Брабант   | с 1230 года              | Вере              | Зеландия           | с 1355 года     |
| Зволле               | Оверэйссел         | с 1230 года              | Весп              | Северная Голландия | с 1355 года     |
| Хардервейк           | Гелдерланд         | с 1231 года              | Эдам              | Северная Голландия | с 1357 года     |
| Рурмонд              | Лимбург            | с 1231 года              | Хорн              | Северная Голландия | с 1357 года     |
| Залтбоммел           | Гелдерланд         | с 1231 года              | Клюндерт          | Северный Брабант   | с 1357 года     |
| Эйндховен            | Северный Брабант   | с 1232 года              | Меген             | Северный Брабант   | с 1357 года     |
| Хелмонд              | Северный Брабант   | с 1232 года              | Харденберг        | Оверэйссел         | с 1362 года     |
| Синт-Уденроде        | Северный Брабант   | с 1232 года              | Стеде-Гротебрук   | Северная Голландия | с 1364 года     |
| Арнем                | Гелдерланд         | с 1233 года              | Толен             | Зеландия           | с 1366 года     |
| Элбург               | Гелдерланд         | с 1233 года              | Геннеп            | Лимбург            | около 1371 года |
| Гендт                | Гелдерланд         | с 1233 года              | Вурден            | Утрехт             | с 1372 года     |
| Граве                | Северный Брабант   | с 1233 года              | Франекер          | Фрисландия         | с 1374 года     |
| Лохем                | Гелдерланд         | с 1233 года              | Реймерсвал        | Зеландия           | с 1374 года     |
| Харлинген            | Фрисландия         | с 1234 года              | Боркюло           | Гелдерланд         | с 1375 года     |
| Дутинхем             | Гелдерланд         | с 1236 года              | Херенберг         | Гелдерланд         | с 1379 года     |
| Кампен               | Оверэйссел         | с 1236 года              | Равенстеин        | Северный Брабант   | с 1380 года     |
| Дусбург              | Гелдерланд         | с 1237 года              | Гервлит           | Южная Голландия    | с 1381 года     |
| Остбург              | Зеландия           | с 1237 года              | Бюнхотен          | Утрехт             | с 1383 года     |
| Синт-Анна-тер-Мёйден | Зеландия           | с 1242 года              | Бредеворт         | Гелдерланд         | с 1388 года     |
| Рейсен               | Оверэйссел         | с 1243 года              | Хёкелюм           | Гелдерланд         | с 1391 года     |
| Ситтард              | Лимбург            | с 1243 года              | Алмело            | Оверэйссел         | с 1394 года     |
| Харлем               | Северная Голландия | с 1245 года              | Бюрен             | Гелдерланд         | с 1395 года     |
| Делфт                | Южная Голландия    | с 1246 года              | Хастрехт          | Южная Голландия    | с 1396 года     |
| Гравензанде          | Южная Голландия    | с 1246 года              | Осс               | Северный Брабант   | с 1399 года     |
| Оммен                | Оверэйссел         | с 1248 года              | Воркюм            | Фрисландия         | с 1399 года     |
| Зирикзе              | Зеландия           | с 1248 года              | Хеллинкхаут       | Северная Голландия | с 1402 года     |
| Олдензал             | Оверэйссел         | с 1249 года              | Брауверсавен      | Зеландия           | с 1403 года     |
| Ренен                | Утрехт             | между 1250—1258 годами   | Лааг-Кеппел       | Гелдерланд         | с 1404 года     |
| Торн                 | Лимбург            | в XIII веке              | Гус               | Зеландия           | с 1405 года     |
| Тил                  | Гелдерланд         | в XIII веке              | Лердам            | Южная Голландия    | с 1407 года     |
| Хасселт              | Зволле             | с 1252 года              | Куворден          | Дренте             | с 1408 года     |
| Алкмар               | Северная Голландия | с 1254 года              | Пюрмеренд         | Северная Голландия | с 1410 года     |
| Нарден               | Северная Голландия | с 1255 года              | Нейкерк           | Гелдерланд         | с 1413 года     |
| Амерсфорт            | Утрехт             | с 1259 года              | Аббекерк          | Северная Голландия | с 1414 года     |
| Гор                  | Оверэйссел         | с 1263 года              | Хем               | Северная Голландия | с 1414 года     |
| Ньивстад             | Лимбург            | около 1263—1271 годов    | Хогвауд           | Северная Голландия | с 1414 года     |
| Вагенинген           | Гелдерланд         | с 1263 года              | Спанбрук          | Северная Голландия | с 1414 года     |
| Аудеватер            | Утрехт             | с 1265 года              | Верт              | Лимбург            | с 1414 года     |
| Лейден               | Южная Голландия    | с 1266 года              | Вествауд          | Северная Голландия | с 1414 года     |
| Эйлст                | Фрисландия         | с 1268 года              | Барсингерхорн     | Северная Голландия | с 1415 года     |
| Гауда                | Южная Голландия    | с 1272 года              | Синт-Панкрас      | Северная Голландия | с 1415 года     |
| Стенберген           | Северный Брабант   | с 1272 года              | Хаген             | Северная Голландия | с 1415 года     |
| Влардинген           | Южная Голландия    | с 1273 года              | Стеде-Нидорп      | Северная Голландия | с 1415 года     |
| Генемёйден           | Оверэйссел         | с 1275 года              | Тексел            | Северная Голландия | с 1415 года     |
| Схидам               | Южная Голландия    | с 1275 года              | Винкел            | Северная Голландия | с 1415 года     |
| Сюстерен             | Лимбург            | с 1276 года              | Терборг           | Гелдерланд         | с 1419 года     |
| Амейде               | Южная Голландия    | с 1277 года              | Слотен            | Фрисландия         | с 1426 года     |
| Грунло               | Гелдерланд         | с 1277 года              | Зевенберген       | Северный Брабант   | с 1427 года     |
| Схонховен            | Южная Голландия    | с 1280 года              | Кортгене          | Зеландия           | с 1431 года     |
| Ньивпорт             | Южная Голландия    | с 1283 года              | Виринген          | Северная Голландия | с 1432 года     |
| Ваудрихем            | Северный Брабант   | с 1284 года              | Эмнес             | Утрехт             | с 1439 года     |
| Леуварден            | Фрисландия         | с 1285 года              | Грамсберген       | Оверэйссел         | с 1442 года     |
| Медемблик            | Северная Голландия | с 1289 года              | Валкенбюрг        | Лимбург            | с 1452 года     |
| Слёйс                | Зеландия           | с 1290 года              | Болсвард          | Фрисландия         | с 1455 года     |
| Монтфорт             | Лимбург            | с 1294 года              | Снек              | Фрисландия         | с 1456 года     |
| Мёйден               | Северная Голландия | с 1296 года              | Хенвлит           | Южная Голландия    | с 1469 года     |
| Бевервейк            | Северная Голландия | с 1298 года              | Бронкорст         | Гелдерланд         | с 1482 года     |
| Доккюм               | Фрисландия         | с 1298 года              | Зевенар           | Гелдерланд         | с 1487 года     |
| Ставерден            | Гелдерланд         | с 1298 года              | Синт-Маартинсдейк | Зеландия           | с 1491 года     |
| Хаттем               | Гелдерланд         | с 1299 года              | Филиппине         | Зеландия           | с 1506 года     |
| Эмбрюгге             | Утрехт             | с 1300 года              | Арнемёйден        | Зеландия           | с 1574 года     |
| Вейк-бей-Дюрстеде    | Утрехт             | с 1300 года              | Тернёзен          | Зеландия           | с 1584 года     |
| Эйзендэйке           | Зеландия           | с 1303 года              | Виллемстад        | Северный Брабант   | с 1585 года     |
| Валвейк              | Северный Брабант   | с 1306 года              | Гаага             | Южная Голландия    | с 1806 года     |
| Амстердам            | Северная Голландия | с 1306 года              | Аустерлитз        | Утрехт             | с 1806 года     |
| Брилле               | Южная Голландия    | с 1306 года              | Меппел            | Дренте             | с 1809 года     |
| Гудереде             | Южная Голландия    | с 1312 года              | Ассен             | Дренте             | с 1809 года     |
| Кессел               | Лимбург            | с 1312 года              | Остерхаут         | Северный Брабант   | с 1809 года     |
| Асперен              | Гелдерланд         | с 1314 года              | Розендал          | Северный Брабант   | с 1809 года     |
| Хёйзен               | Гелдерланд         | с 1314 г                 | Тилбург           | Северный Брабант   | с 1809 года     |
| Флиссинген           | Зеландия           | с 1315 года              | Масслёйс          | Южная Голландия    | с 1811 года     |
| Кулемборг            | Гелдерланд         | с 1318 года              | Зандам            | Северная Голландия | с 1812 года     |
| Хёсден               | Северный Брабант   | с 1318 года              | Делфзейл          | Гронинген          | с 1825 года     |
| Амерстол             | Южная Голландия    | с 1322 года              | Винсхотен         | Гронинген          | с 1825 года     |
| Делден               | Оверэйссел         | с 1322 года              |                   |                    |                 |

## Исчезнувшие города
| Название   | провинция          | статус      | причины |
| ---------- | ------------------ | ----------- | --- |
| Бюгорн     | Северная Голландия | с 1492 года | город был объединен с городом Хаген в 1456 году |
| Делфсхавен | Южная Голландия    | с 1825 года | город был объединен с городом Роттердам в 1886 году |
| Гасперде   | Утрехт             | с 1382 года | город был разрушен в 1405 году во время конфликта между графами Аркеля и графством Голландия (1401—1412 годов)                                                |
| Гейне      | Утрехт             | с 1295 года | город был разрушен в 1333 году во время конфликта между Яном ван Дистом и Вильгельмом I. В наше время на этом месте расположен город Ньивегейн                |
| Хюгевлит   | Зеландия           | с 1384 года | город был уничтожен в 1401 году во время разрушительного наводнения (Наводнение Святой Елизаветы (1404))                                                      |
| Нейрварт   | Северный Брабант   | с 1357 года | город был уничтожен пожаром 1420 года, а в 1421 году — наводнением (Наводнение Святой Елизаветы (1421)). В наше время на этом месте расположен город Клюндерт |
| Реймерсвал | Зеландия           | с 1375 года | город был уничтожен серией наводнений |